# Federazione di rugby a 15 del Qatar
La Federazione Rugby XV del Qatar è l'organo che governa il Rugby a 15 nel Qatar. Precedentemente coinvolta nella Federazione rugby XV del Golfo Arabico (AGRFU) insieme a Bahrein, Kuwait, Oman, Arabia Saudita ed Emirati Arabi Uniti è ora impegnata nel progetto della costituzione di una nazionale autonoma. Nel Gennaio 2009, infatti, l'International Rugby Board ha annunciato che la AGRFU cesserebbe le sue attività alla fine del 2010, per essere sostituita dalle federazioni dei diversi paesi membri.